# پل دیویدسون
پل دیویدسون (انگلیسی: Paul Davidson؛ ۳۰ مارس ۱۸۶۷ – ۱۸ ژوئیهٔ ۱۹۲۷) یک تهیه‌کننده اهل آلمان بود.

## فیلم‌شناسی
- سافو
- کارمن
- مادام دو باری
- عروسک
- گربه وحشی